# Апіс

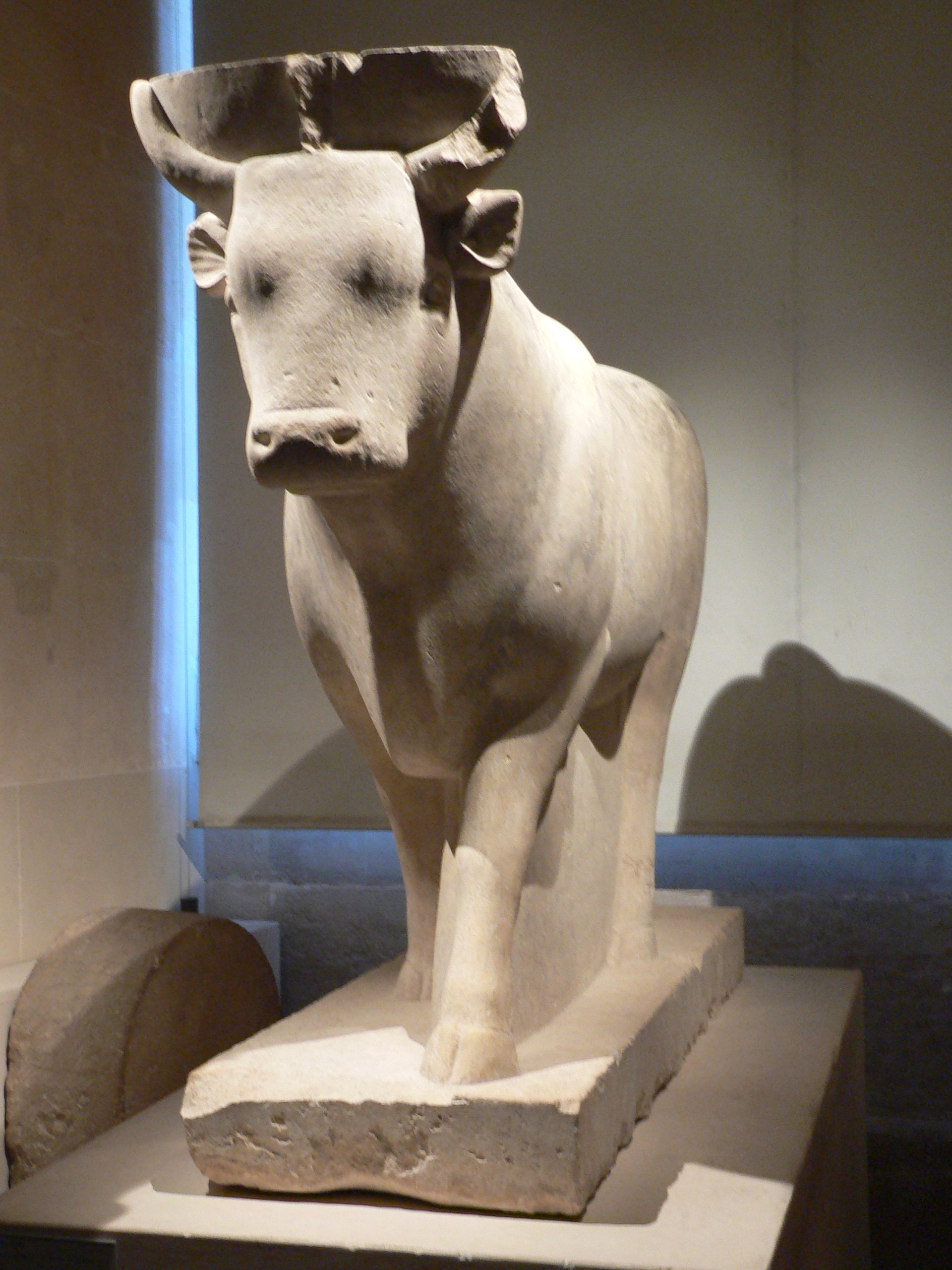
Апіс, 30-та династія, Лувр

А́піс (грец. Apis, єг. hp) — священний бик (чорний з білою плямою на лобі) у стародавньому Єгипті, особливо в Мемфісі бл. 3600 до н. е.; вважався втіленням богів Осіріса і Птаха.
Бика взагалі шанували в Єгипті як найкориснішу для людини тварину. Апіс, як і Озіріс, вважався втіленням сил родючості.